# Надір Дзортея
Надір Дзортея (італ. Nadir Zortea; нар. 19 червня 1999, Фельтре) — італійський футболіст, захисник «Кальярі».

## Клубна кар'єра
Народився 19 червня 1999 року в місті Фельтре. Займався футболом у низці юнацьких команд, з 2014 року приєднався до системи «Аталанти».
У дорослому футболі дебютував 2019 року виступами на умовах оренди за друголіговий «Кремонезе», в якій провів два сезони, взявши участь у 52 матчах чемпіонату. Більшість часу, проведеного у складі «Кремонезе», був основним гравцем захисту команди.
Сезон 2021/22 провів також в оренді в «Салернітані», де вже був гравцем основного складу команди на рівні найвищого італійського дивізіону.
Повернувшись з останньої оренди 2022 року, залишився в «Аталанті» і дебютував у складі її головної команди. Протя стати гравцем основного складу команди не зумів і першу половину 2023 року провів в оренді в «Сассуоло», а першу половину 2024 — у «Фрозіноне».
У липні 2024 року за 5 мільйонів євро перейшов до «Кальярі».

## Виступи за збірну
2019 року викликався юнацької збірної Італії (U-20), проте у її складі так і не дебютував.

## Статистика виступів

### Статистика клубних виступів
Станом на 16 березня 2025
| Сезон                 | Команда               | Чемпіонат             | Чемпіонат | Чемпіонат | Національний кубок | Національний кубок | Національний кубок | Континентальні кубки | Континентальні кубки | Континентальні кубки | Інші змагання | Інші змагання | Інші змагання | Усього | Усього |
| Сезон                 | Команда               | Ліга                  | Ігор      | Голів     | Ліга               | Ігор               | Голів              | Ліга                 | Ігор                 | Голів                | Ліга          | Ігор          | Голів         | Ігор   | Голів  |
| --------------------- | --------------------- | --------------------- | --------- | --------- | ------------------ | ------------------ | ------------------ | -------------------- | -------------------- | -------------------- | ------------- | ------------- | ------------- | ------ | ------ |
| 2019–20               | «Кремонезе»           | B                     | 23        | 1         | КІ                 | 3                  | 0                  | -                    | -                    | -                    | -             | -             | -             | 26     | 1      |
| 2020–21               | «Кремонезе»           | B                     | 29        | 0         | КІ                 | 0                  | 0                  | -                    | -                    | -                    | -             | -             | -             | 29     | 0      |
| Усього за «Кремонезе» | Усього за «Кремонезе» | Усього за «Кремонезе» | 52        | 1         |                    | 3                  | 0                  |                      | -                    | -                    |               | -             | -             | 55     | 1      |
| 2021–22               | «Салернітана»         | A                     | 29        | 1         | КІ                 | 0                  | 0                  | -                    | -                    | -                    | -             | -             | -             | 29     | 1      |
| 2022-січ. 2023        | «Аталанта»            | A                     | 9         | 1         | КІ                 | 1                  | 0                  | -                    | -                    | -                    | -             | -             | -             | 10     | 1      |
| січ.-черв. 2023       | «Сассуоло»            | A                     | 10        | 0         | КІ                 | -                  | -                  | -                    | -                    | -                    | -             | -             | -             | 10     | 0      |
| 2023-січ. 2024        | «Аталанта»            | A                     | 5         | 1         | КІ                 | 1                  | 0                  | ЛЄ                   | 1                    | 0                    | -             | -             | -             | 7      | 1      |
| Усього за «Аталанту»  | Усього за «Аталанту»  | Усього за «Аталанту»  | 14        | 2         |                    | 2                  | 0                  |                      | 1                    | 0                    |               | -             | -             | 17     | 2      |
| січ.-черв. 2024       | «Фрозіноне»           | A                     | 14        | 1         | КІ                 | -                  | -                  | -                    | -                    | -                    | -             | -             | -             | 14     | 1      |
| 2024–25               | «Кальярі»             | A                     | 28        | 5         | КІ                 | 2                  | 0                  | -                    | -                    | -                    | -             | -             | -             | 20     | 5      |
| Усього за кар'єру     | Усього за кар'єру     | Усього за кар'єру     | 147       | 10        |                    | 7                  | 0                  |                      | 1                    | 0                    |               | -             | -             | 145    | 10     |